# Coleophora mediocris
Coleophora mediocris é uma espécie de mariposa do gênero Coleophora pertencente à família Coleophoridae.